# 크리드
크리드(Creed)는 미국 플로리다주 탤러해시 출신 포스트 그런지 밴드이다.
2004년 해체하였으며, 보컬 스콧 스탭을 제외한 멤버들은 얼터 브리지를 결성하였다. 2009년 다시 재결합하였다.

## 구성원
- 스콧 스탭(Scott Stapp) - 리드 보컬
- 마크 트레몬티(Mark Tremonti) - 기타, 보컬
- 스콧 필립스(Scott Phillips) - 드럼, 키보드
- 브라이언 마셜(Brian Marshall) - 베이스(1997년~2000년,2009년~)

### 이전 멤버
- 브렛 헤슬라(Brett Hestla) - 베이스(2000년~2004년)

## 음반 목록
| 발매 일자        | 음반명            | 음반사           | 미국 순위 | 미국 판매량 인증 |
| ---------------- | ----------------- | ---------------- | --------- | ---------------- |
| 1997년 4월 14일  | 《My Own Prison》 | 와인드-업        | #22       | 6x 플래티넘      |
| 1999년 9월 28일  | 《Human Clay》    | 와인드-업        | #1        | 11x 플래티넘     |
| 2001년 11월 20일 | 《Weathered》     | 와인드-업        | #1        | 6x 플래티넘      |
| 2009년 10월 27일 | 《Full Circle》   | 와인드-업 레코드 | #2        | 골드             |